# Bad News Baseball
Bad News Baseball lanzado en Japón como Gekitō!! Stadium (激闘スタジアム?) es un videojuego de béisbol para Nintendo Entertainment System.
El juego cuenta con modo de temporadas como la mayoría de juegos de deportes, en modo de un jugador, las ganadas y derrotas no se registran, el jugador tiene que vencer a todos los equipos siguiendo un orden en específico. Los pitchers se cansan al avanzar un juego, de forma que hay que cambiarlos por otros. Los jugadores ganan habilidad conforme avanza la temporada.